# فرودگاه خاجوراهو
فرودگاه خاجوراهو (به انگلیسی: Khajuraho Airport) یک فرودگاه همگانی با کد یاتا HJR است که یک باند فرود آسفالت دارد و طول باند آن ۲۲۷۴ متر است. این فرودگاه در شهر خاجوراهو کشور هند قرار دارد و در ارتفاع ۲۲۲ متری از سطح دریا واقع شده است.